# Quercus geminata
Quercus geminata Small – gatunek roślin z rodziny bukowatych (Fagaceae Dumort.). Występuje naturalnie w południowo-wschodnich Stanach Zjednoczonych – w Luizjanie, Missisipi, Alabamie, na Florydzie, w Georgii, Karolinie Północnej oraz Karolinie Południowej. 

## Morfologia

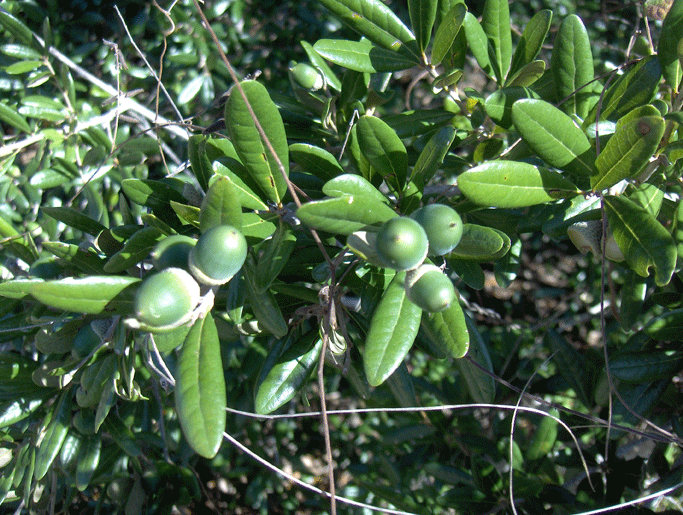
Liście i żołędzie

PokrójCzęściowo zimozielone drzewo lub krzew. Dorasta do 25 m wysokości. Czasami ma kłącza. Kora jest łuszcząca się i ma brązową barwę.
LiścieBlaszka liściowa jest nieco skórzasta i ma kształt od lancetowatego do eliptycznego. Mierzy 3,5–6 cm długości oraz 1–3 cm szerokości, jest całobrzega i zawinięta na brzegu, ma klinową nasadę i ostry lub tępy wierzchołek. Ogonek liściowy jest nagi i ma 3–10 mm długości.
OwoceOrzechy zwane żołędziami o jajowatym kształcie, dorastają do 15–20 mm długości i 9–12 mm średnicy. Osadzone są pojedynczo w miseczkach o półkulistym kształcie lub w formie kubka, które mierzą 8–15 mm długości i 5–15 mm średnicy.

## Biologia i ekologia
Rośnie w lasach mieszanych oraz zaroślach, na glebach piaszczystych, na terenach nizinnych.